# Mazyr
Mazyr (belarusiska: Мазыр, ryska: Мозырь: Mozyr) är en stad i Homels voblast i Belarus. Staden är belägen på floden Prypjat, ungefär 210 kilometer öster om Pinsk. Stadens invånarantal uppskattades till 112 003 år 2016.

## Historia
Staden är belägen 100 kilometer nordväst om Tjernobyl och den drabbades hårt av radioaktivt nedfall vid Tjernobylolyckan år 1986.

## Geografi
Mazyr ligger på floden Prypjats högra (västra) sida. Staden höjer sig upp till 80 meter ovanför floden. Förmodligen har kanten för en glaciär legat längs floden under en istid. På den högra sidan har vattnet skurit ut djupa raviner, så stora delar av staden ger intryck av en bergsstad.

## Näringsliv
Mazyr är känt för sina oljeraffinaderier, mekaniska verkstäder och livsmedelsindustri. Världens längsta pipeline för olja, Druzjbapipelinen, kommer hit från Ryssland och förgrenar sig i två i Mazyr. Den ena delen fortsätter till Polen och den andra till Ukraina.

## Kultur
Mazyr är årligen värd för den internationella rockfestivalen Hey, Rocknem! som arrangerats sedan år 2003. Den sponsras av flera av de större industrierna och det lokala rockbandet Otrazjenije är en av festivalens beskyddare och de har spelat på samtliga festivaler. Under festivalen uppträder upp till 40 band.

## Sport
- FK Slavia Mazyr (fotbollsklubb)